# Náttúra

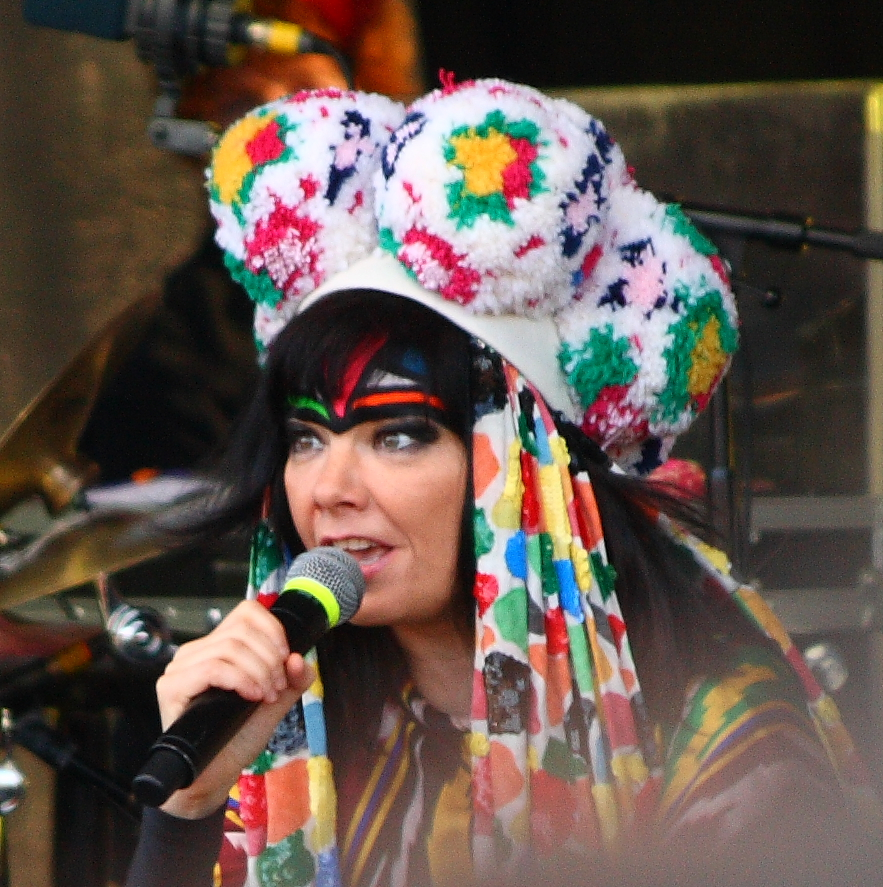
Björk en concert à Reykjavik en 2008.

Náttúra (littéralement « nature » en islandais) est un single de Björk sorti en octobre 2008, pour une campagne de promotion en faveur de l'environnement. Il s'agit d'un duo de musique électronique avec Thom Yorke, le chanteur du groupe Radiohead.